# Air Arabia Abu Dhabi
Air Arabia Abu Dhabi ist eine emiratische Billigfluggesellschaft mit Sitz in Abu Dhabi, sie ist ein Joint Venture von Air Arabia und Etihad Airways.

## Flotte
Mit Stand vom November 2024 besteht die Flotte aus zehn Airbus 320-200 mit einem Durchschnittsalter von 11,3 Jahren.